# Windsor (California)
Windsor, fundado en 1992 es un pueblo ubicado en el condado de Sonoma en el estado estadounidense de California. En el año 2006 tenía una población de 26,437 habitantes y una densidad poblacional de 1,299.7 personas por km².

## Geografía
Windsor se encuentra ubicado en las coordenadas 38°32′N 122°48′O / 38.533, -122.800. Según la Oficina del Censo, la ciudad tiene un área total de 17,5 km² (6,8 mi²), de la cual 17,5 km² (6,8 mi²) es tierra y 0 km² (0 mi²) (0%) es agua.

## Demografía
Según la Oficina del Censo en 2000 los ingresos medios por hogar en la localidad eran de $63,252, y los ingresos medios por familia eran $67,992. Los hombres tenían unos ingresos medios de $46,553 frente a los $33,330 para las mujeres. La renta per cápita para la localidad era de $24,336. Alrededor del 5.1% de la población estaban por debajo del umbral de pobreza.